# ドラゴンボール 神龍の伝説
『ドラゴンボール 神龍の伝説』（ドラゴンボール シェンロンのでんせつ）は、1986年12月20日に公開された『ドラゴンボール』の劇場版第1作。劇場公開時のタイトルは『ドラゴンボール』であり、サブタイトルはフィルムコミック（1995年1月24日発売）、廉価版VHS（1996年7月発売）で付けられた。『ドラゴンボール 神龍の秘密』と表記されることもある。
キャッチコピーは「つかもうぜ!ドラゴンボール!!天下無敵だ!ジャン拳パンチにかめはめ波!!」。
冬休みの東映まんがまつりとして上映された。

## 概説
邦画配給収入8億円、観客動員数240万人。1996年初頭時点におけるビデオ販売本数は2万5千本。
本作品は原作漫画やアニメ『ドラゴンボール』本編の初期エピソードを軸に、登場する敵キャラクターや舞台を新規に作成したパラレルワールド的な内容となっており（冒頭で悟空とブルマが出会う所から始まる）、『DRAGON BALL大全集』にも「四星球を求めてグルメス軍と対決していることなど、TV版とは全く違う完全な別世界での出来事と考えるのが妥当だろう」と解説されている。この傾向は2作目、3作目および17作目の劇場版『ドラゴンボール』全てに当てはまる。
劇場版第1作である本作と、後の2、3作目は、亀仙人と孫悟空らの修行シーンをアタッチメントとしてストーリーが直接連続しており、一つの物語として楽しめるようになっている。
西尾大介は本作において劇場版監督デビューを果たした。
本作に登場するグルメス一味、パンジなどのゲストキャラクターのラフデザインは原作者の鳥山明により描き起こされた。

## あらすじ
少女パンジの住むグルメス国では、世界最高の宝石「リッチストン」を掘り出すために、軍隊が村の家や田畑を破壊し続けていた。苦しむ村人たちだが、強力な軍隊の力の前では、暴挙を止めさせることはできない。パンジは村を抜け出し、武術の神・武天老師に助けを求めるため旅を始めるのだった。

## 舞台
グルメス王国
グルメス大王が治める国。軍隊がリッチストンを掘り出すために家や田畑を破壊し、そのために村人たちが苦しんでいた。森に守られた王城は要塞のようになっている。後に神龍の力によって荒廃する前の緑豊かな国へと戻ることができた。

## 登場人物

### レギュラーキャラクター
- 孫悟空 - 野沢雅子
- ブルマ - 鶴ひろみ
- ウーロン - 龍田直樹
- プーアル - 渡辺菜生子
- ヤムチャ - 古谷徹
- 亀仙人 - 宮内幸平
- 神龍 - 内海賢二
- ウミガメ - 郷里大輔
- ナレーター - 八奈見乗児

### ゲストキャラクター
グルメス大王
声 - 森山周一郎
グルメス王国の国王。元々は人間の王だったが、掘り出したリッチストンで国内の財政が豊かになるに従い、荒廃していく国土を省みず美味しい料理を求めていくうちに醜い容姿へと姿を変え体も強大化していき、怪獣同然の姿になった。怪獣化して以降は一度食したものよりも美味な食べ物でなければ喉を通らなくなってしまい、空腹にあえぎ続けている。最高に美味しい料理を食べたいという食欲を満たそうと、部下2人にドラゴンボールを集めさせている。怪獣化した姿の彼に対し、悟空がかめはめ波を食らわせたものの、通用しなかった。腹の中で7つ集まったドラゴンボールの神龍がパンジの願いを叶えたことにより、村に緑が戻ると共に人間の姿に戻る。
最後に元の人間の姿に戻ったときには、普通のリンゴの味に満足していた。
名前の由来はグルメから。当時はグルメ・ブームであり、その流行を取り入れたキャラクター。
ボンゴ
声 - 納谷悟朗
グルメス大王の部下。単純な性格のタフで大柄な男性兵士。パスタと共にブルマらとドラゴンボール争奪戦を繰り広げた。グルメスのためにドラゴンボールを集め褒美を貰おうとする。悟空と激戦を繰り広げるが、巨大化したグルメス大王に踏み潰されペシャンコになる。辛うじて生きており、後に元の姿に戻っている。
名前の由来はスパゲティソースのボンゴレから。
パスタ
声 - 小山茉美
グルメス大王の部下。聡明な女性兵士。やや残酷な性格で兵器の扱いに長ける。ドラゴンボールよりもリッチストンを欲しがっていた。ヤムチャと戦闘を繰り広げるなど格闘戦にも秀でており、不慮の事故で彼に胸を触られても全く動じず反撃に転じた（逆に動揺したヤムチャは硬直してしまった）。
爆弾を投げつけながらヤムチャたちを追い掛けるもグルメスの変貌ぶりを目の当たりにしたことで驚き戦意喪失。その後はグルメスに踏み潰されたボンゴを救助して「大丈夫？」と声を掛けていた。
名前の由来はパスタから。
兵士
声 - 戸谷公次
城の警護や発掘現場の警備係を担当する、グルメス王国の下級兵。終盤では2人の兵士が怪物に化けたウーロンに脅され気絶した。
召使ロボット
関西弁を使うロボットで、グルメスの身の周りの世話をしている。
パンジ
声 - 鈴木富子
緑豊かなグルメス王国の村で、両親と暮らしている少女。少女らしく赤いエプロンドレスを着ているが、野球帽をかぶり少年のような元気のよさもある。スリングショットが武器。森に緑を取り戻し、虐げられている村人を救う目的で武天老師に会うため一人で旅立つ。ウーロンが変身していた赤鬼に脅かされていた所を悟空に助けられる。
『ドラゴンボールDAIMA』に登場する同名のキャラクターとは別人。
パンジの父
声 - 飯塚昭三
腕力に自信を持つパンジの父親。娘同様、国を思う心の持ち主。並みの兵士なら片腕で投げ飛ばすことができる。勝手に村を荒らす王国軍のやり方が気に入らずボンゴに意見し、戦うことになるが一回も反撃できずに倒される。グルメス大王が人間の姿に戻った際は、国民を代表して叱責の言葉を投げかけた。
パンジの母
声 - 鈴木れい子
家族思いでパンジを可愛がるパンジの母親。パンジが王国の作業員にスリングショットを撃つのを止めようとしていた。

## スタッフ
- 制作総指揮 - 今田智憲
- 原作 - 鳥山明
- 企画 - 七條敬三
- 製作担当 - 岸本松司
- 構成 - 由木義文
- 脚本 - 井上敏樹
- 音楽 - 菊池俊輔
- 撮影監督 - 池上元秋
- 編集 - 福光伸一
- 録音 - 二宮健治
- 美術監督 - 山本善之
- 美術監督補佐 - 金島邦夫
- 作画監督 - 前田実
- 監督 - 西尾大介
- 原画 - 海老沢幸男、内山正幸、中鶴勝祥、須田正己 他
- 動画 - 竹内浩志 他

## 主題歌
オープニングテーマ - 「魔訶不思議アドベンチャー」
作詞 - 森由里子 / 作曲 - いけたけし / 編曲 - 田中公平 / 歌 - 高橋洋樹
エンディングテーマ - 「ロマンティックあげるよ」
作詞 - 吉田健美 / 作曲 - いけたけし / 編曲 - 田中公平 / 歌 - 橋本潮

## 同時上映
- ゲゲゲの鬼太郎 激突!!異次元妖怪の大反乱
- キン肉マン 正義超人vs戦士超人

## テレビ放送
テレビ放送は、1989年1月2日の7:30 - 8:26（JST）にフジテレビ放送、更に翌1990年1月1日には、同局の元日アニメ特番『新春アニメ劇場』（枠は同じ）でも放送された。その後、2025年8月17日の20:00 - 21:00（JST）にTOKYO MXで放送された。

## 映像ソフト
いずれも東映ビデオより発売。
- VHS
  - ドラゴンボール
1987年5月9日発売。
  - ドラゴンボール 神龍の伝説（廉価版）
1996年7月発売。
- DVD
  - DRAGON BALL 劇場版 DVDBOX DRAGON BOX THE MOVIES
2006年4月14日発売。
  - DRAGON BALL THE MOVIES #15 ドラゴンボール 神龍の伝説
2009年3月13日発売。
- Blu-ray
  - DRAGON BALL THE MOVIES Blu‐ray ♯08
2019年1月9日発売。

## 関連書籍
- ジャンプ・アニメコミックス ドラゴンボール 神龍の伝説 - 集英社、1995年1月24日、ISBN 4-8342-1314-5